# Schmale Straße 15 (Quedlinburg)

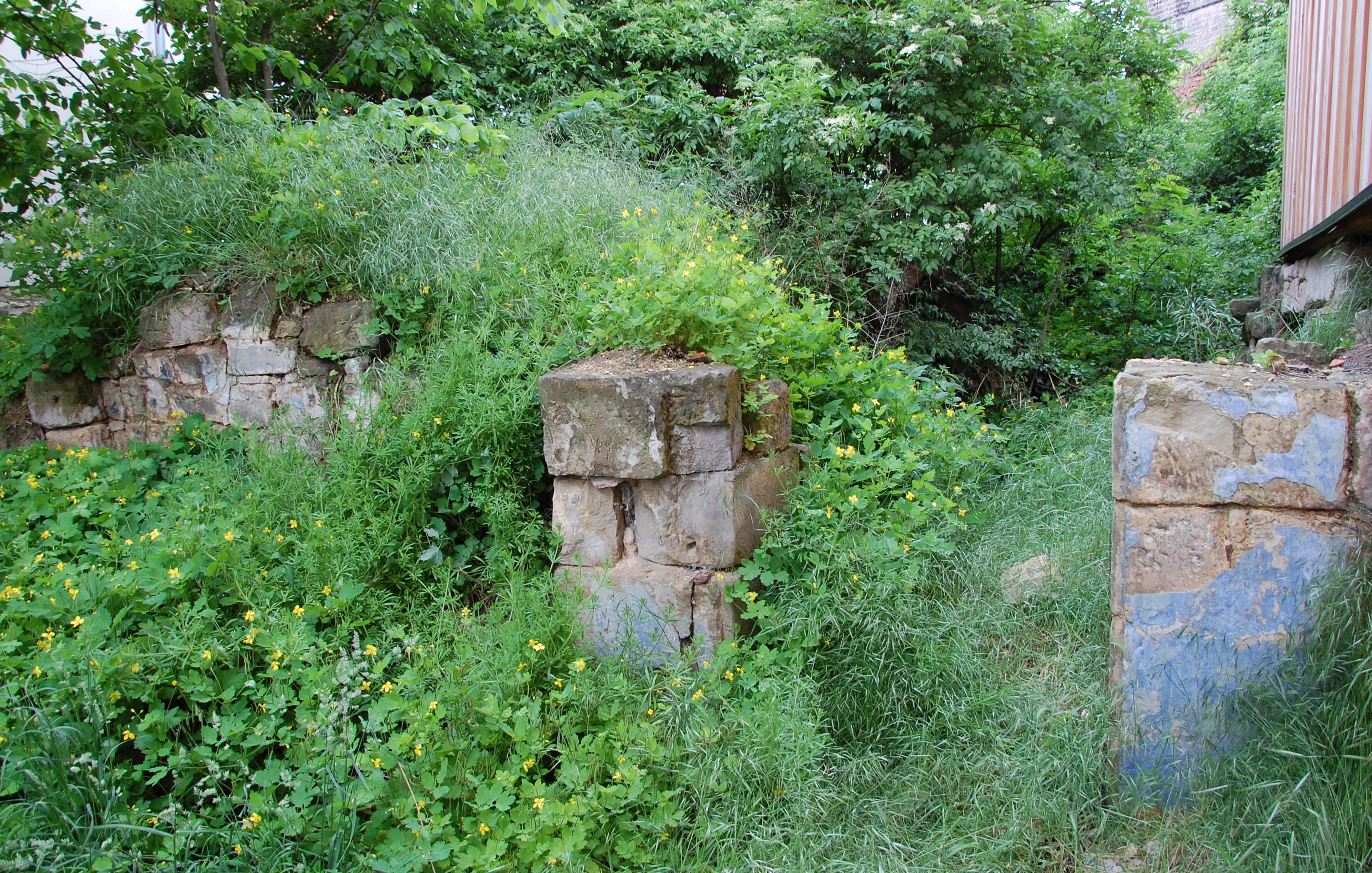
Keller Schmale Straße 15, rechts ehemaliger Zugang, 2013

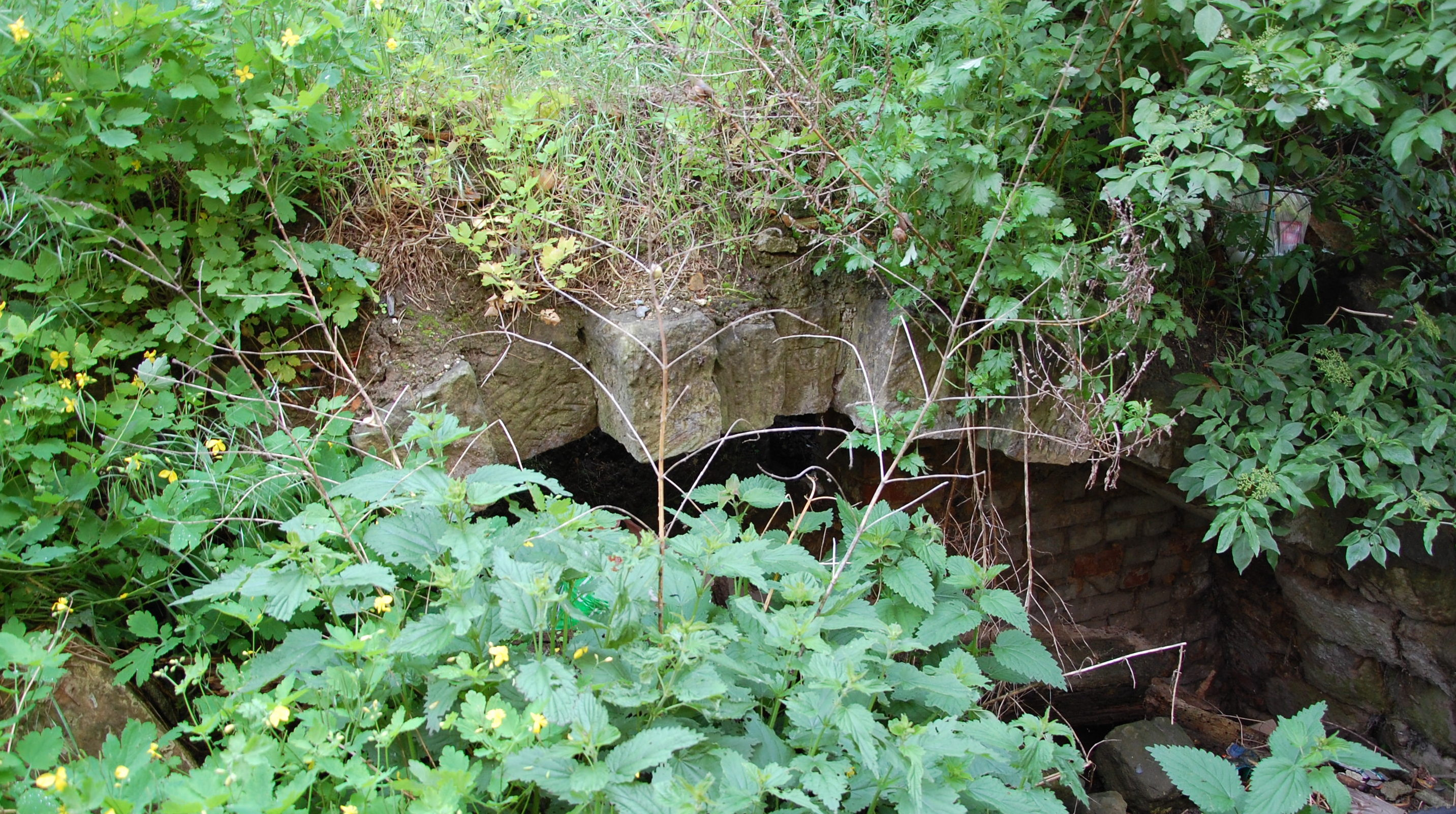
Gewölberest

Das Bauwerk Schmale Straße 15 ist ein denkmalgeschützter Rest eines Kellers in der Stadt Quedlinburg in Sachsen-Anhalt.

## Lage
Das Baudenkmal befindet sich auf der Westseite der Schmalen Straße, nördlich des Marktplatzes der Stadt und ist im Quedlinburger Denkmalverzeichnis als Keller eingetragen. Südlich grenzt das gleichfalls denkmalgeschützte Haus Goldstraße 25 an.

## Architektur und Geschichte
Der Keller stellt den letzten Rest eines im 16. Jahrhundert errichteten Hauses dar und wurde aus Quadermauerwerk mit Tonnengewölbe erbaut. Das über dem Keller befindliche Gebäude war von Hausschwamm befallen und wurde im Jahr 1995 wegen Einsturzgefahr aufgrund einer Abrißverfügung abgerissen. Ende des 20. Jahrhunderts war der Keller auch oberirdisch noch gut zu erkennen. Auf der rechten Seite bestand ein durch einen Rundbogen führender Zugang. Heute (Stand 2013) sind die oberirdischen Mauern und insbesondere das Tonnengewölbe nur noch in Fragmenten erhalten.